# عثمان میرزایف
عثمان میرزایف (ترکی آذربایجانی: Osman Mirzəyev Mirzahuseyn oğlu; ۱۳ آوریل ۱۹۳۷ – ۲۰ نوامبر ۱۹۹۱) روزنامه‌نگار، و نویسنده اهل جمهوری آذربایجان بود.